# Nakamura (Kōchi)
Nakamura (中村市?, Nakamura-shi) era una città del Giappone, nella prefettura di Kōchi. Il 10 aprile del 2005, Nakamura si è fusa con il villaggio di Nishitosa, che faceva parte del distretto di Hata, per formare la nuova città di Shimanto. A seguito di tale fusione, la municipalità di Nakamura ha cessato di esistere.
Nel 2003 la città aveva una popolazione di 34.366 e una densità di 89,38 abitanti per km². La superficie totale era 384,50 km².
La città era stata fondata il 31 marzo 1954 sulle rive del fiume Shimanto, soprannominato "l'ultimo fiume libero in Giappone". Posta a sud-ovest di Kōchi, era conosciuta per il suo santuario.